# Аккорганський сільський округ
Аккорга́нський сільський округ (каз. Аққорған ауылдық округі, рос. Аккорганский сельский округ) — адміністративна одиниця у складі Жанакорганського району Кизилординської області Казахстану. Адміністративний центр та єдиний населений пункт — село Тугіскен.
Населення — 4446 осіб (2021; 3766 у 2009, 3732 у 1999, 2695 у 1989).
Станом на 1989 рік існувала Тогускенська сільська рада (село Тогускен).